# Clematis recta
Clematis recta (L. 1753), comunemente nota come clematide eretta, è una pianta perenne, di medie dimensioni, appartenente alla famiglia delle Ranunculaceae, originaria di Europa e Caucaso.

## Etimologia
Il nome generico (Clematis) viene normalmente attribuito a Dioscoride e deriva dalla radice greca klema (= “viticcio” o anche =“pianta volubile” o anche ="legno flessibile"). L'epiteto specifico (recta) è derivato dal suo portamento.

Il binomio scientifico attualmente accettato (Clematis recta) è stato proposto da Carl von Linné (1707 –  1778) biologo e scrittore svedese, considerato il padre della moderna classificazione scientifica degli organismi viventi, nella pubblicazione ”Species Plantarum” del 1753.

## Descrizione

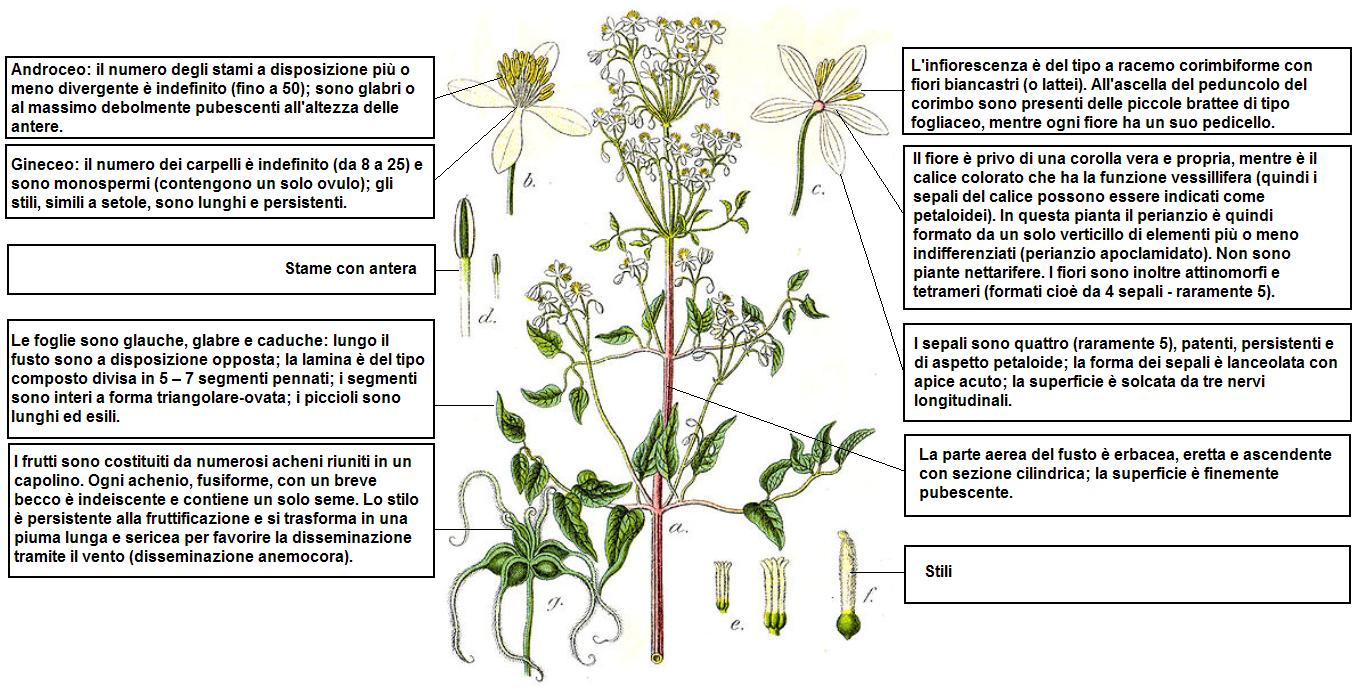
Descrizione delle parti della pianta

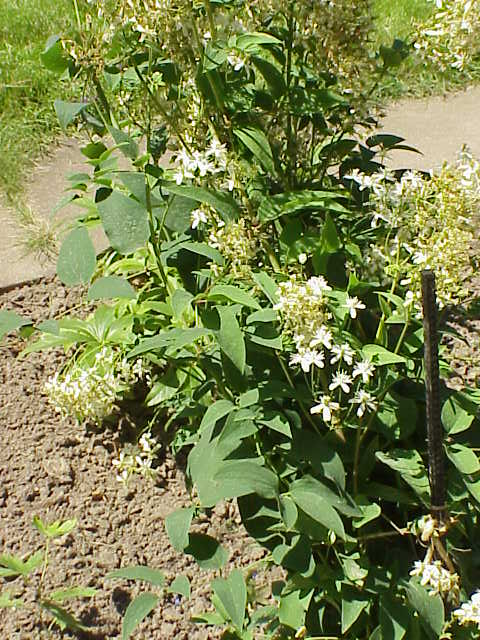
Il portamento

Sono piante di tipo cespuglioso alte da 5 a 15 dm. La forma biologica è definita come emicriptofita scaposa (H scap), ossia sono piante erbacee perenni, con gemme svernanti al livello del suolo e protette dalla lettiera o dalla neve, dotate di un asse fiorale eretto e spesso privo di foglie. Tutti i suoi tessuti, come del resto in altre “ranuncolacee”, sono percorsi da un succo acre.

### Radici
La radice è del tipo fascicolato.

### Fusto
- Parte ipogea: praticamente assente.
- Parte epigea: la parte aerea del fusto è erbacea (contrariamente ad altre specie dello stesso genere che hanno un fusto legnoso), eretta e ascendente con sezione cilindrica; la superficie è finemente pubescente.

### Foglie

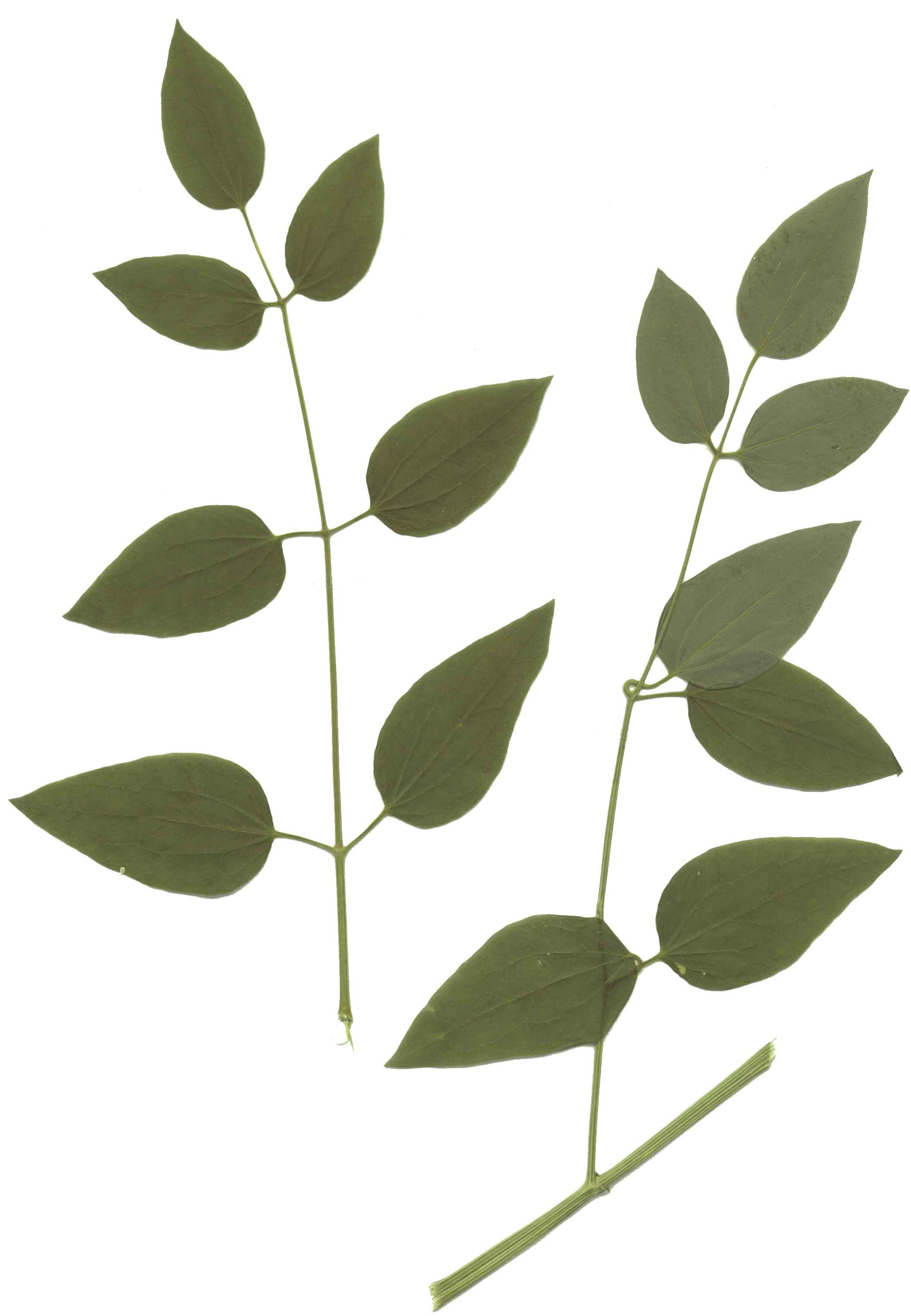
Le foglie

Le foglie sono glauche, glabre e caduche: lungo il fusto sono a disposizione opposta; la lamina è del tipo composto divisa in 5 – 7 segmenti pennati; i segmenti sono interi a forma triangolare-ovata; i piccioli sono lunghi ed esili. Dimensione dei segmenti: larghezza 3 – 4 cm; lunghezza 6 – 9 cm.

### Infiorescenza

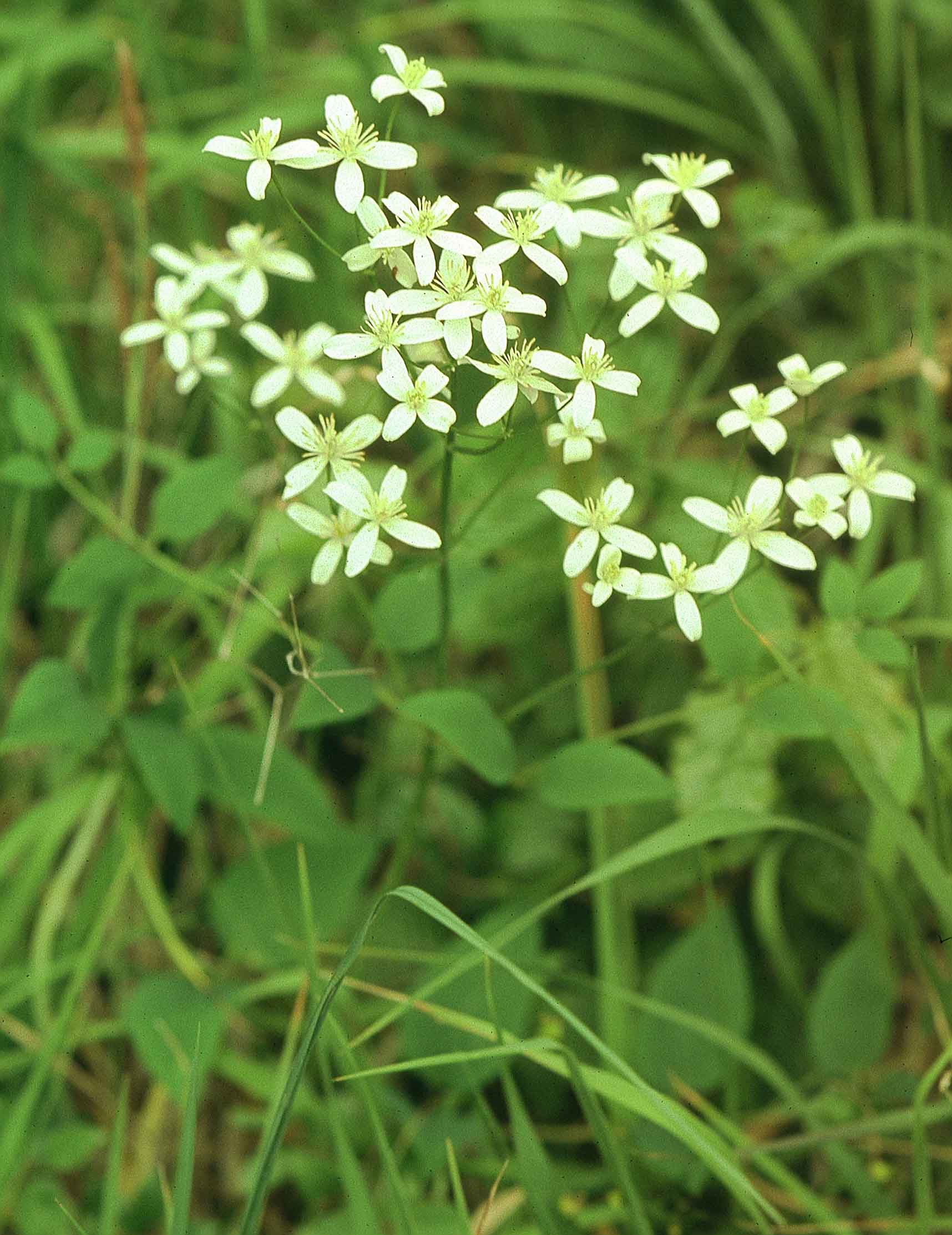
Infiorescenza

L'infiorescenza è del tipo a racemo corimbiforme con fiori biancastri (o lattei). All'ascella del peduncolo del corimbo sono presenti delle piccole brattee di tipo fogliaceo, mentre ogni fiore ha un suo pedicello. Lunghezza dei pedicelli: 2 – 3 cm. Diametro dell'infiorescenza: 8 – 15 cm.

### Fiore

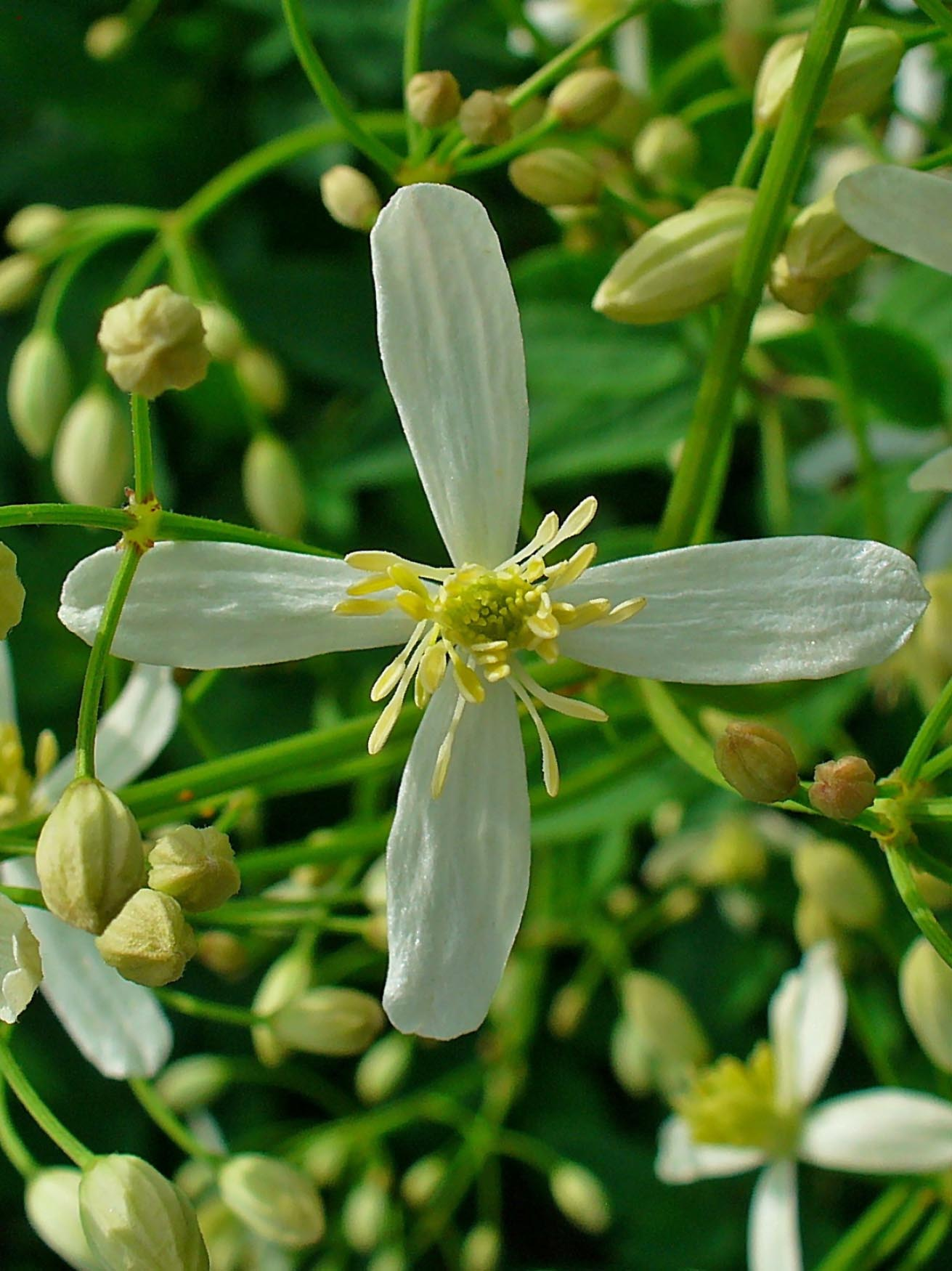
Il fiore

Il fiore di questa pianta, caratterizzato da una certa assenza di coesione tra i vari organi fiorali, è privo di una corolla vera e propria, mentre è il calice colorato che ha la funzione vessillifera (quindi i sepali del calice possono essere indicati come petaloidei). In questa pianta il perianzio è quindi formato da un solo verticillo di elementi più o meno indifferenziati (perianzio apoclamidato). Non sono piante nettarifere. I fiori sono inoltre attinomorfi e tetrameri (formati cioè da 4 sepali – raramente 5). Diametro dei fiori: 1,5 – 2 cm.
- Formula fiorale: per questa pianta viene indicata la seguente formula fiorale:

* K 4, C 0, A molti, G molti (supero)
- Calice: i sepali sono quattro (raramente 5), patenti, persistenti e di aspetto petaloide; la forma dei sepali è lanceolata con apice acuto; la superficie è solcata da tre nervi longitudinali. Dimensione dei sepali: larghezza 3,5; lunghezza 10 mm.
- Corolla: assente (vedi sopra).
- Androceo: il numero degli stami a disposizione più o meno divergente è indefinito (fino a 50); sono glabri o al massimo debolmente pubescenti all'altezza delle antere.
- Gineceo: il numero dei carpelli è indefinito (da 8 a 25) e sono monospermi (contengono un solo ovulo); gli stili, simili a setole, sono lunghi e persistenti.
- Fioritura: da maggio a luglio.

### Frutti

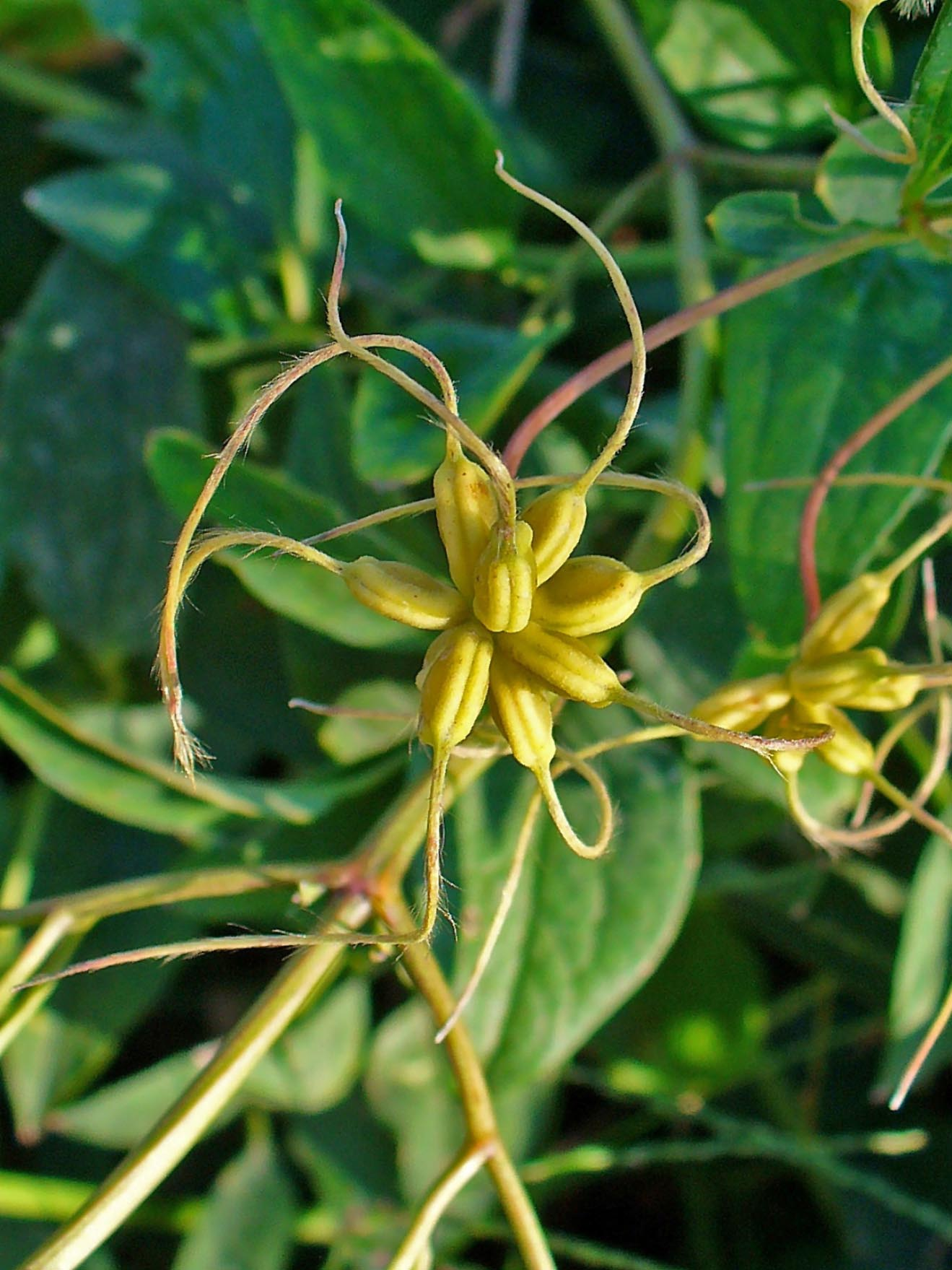
Il frutto

I frutti sono costituiti da numerosi acheni riuniti in un capolino. Ogni achenio, fusiforme, con un breve becco è indeiscente e contiene un solo seme. Lo stilo è persistente alla fruttificazione e si trasforma in una piuma lunga e sericea per favorire la disseminazione tramite il vento (disseminazione anemocora).

## Riproduzione
La riproduzione avviene tramite l'impollinazione garantita soprattutto dal vento (vedi sopra). Anche se queste piante sono prive di nettare, diversi insetti, come api e vespe, si nutrono del suo polline per cui è probabile anche una certa fecondazione entomogama (impollinazione entomogama).

## Distribuzione e habitat

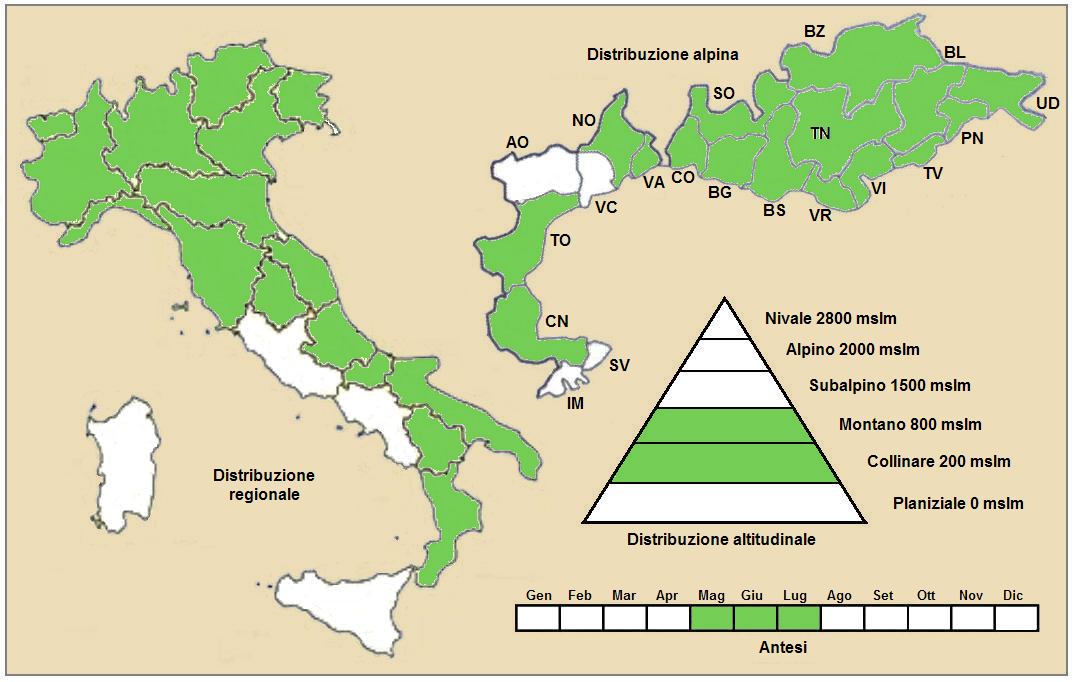
Distribuzione della pianta

- Geoelemento: il tipo corologico (area di origine) è Eurosiberiano (Steppico).
- Distribuzione: in Italia del Nord Est è comune; meno comune è nelle zone occidentali dell'Italia (rarissima nel Lazio[5]), mentre è rara assente in gran parte della Campania e assente nelle isole. Nelle Alpi è ovunque presente ad esclusione delle province liguri, Valle d'Aosta e Vercelli. Oltreconfine (sempre nelle Alpi) la presenza di questo fiore è segnalata in Francia (dipartimenti di Alpes-de-Haute-Provence, Hautes-Alpes, Alpes-Maritimes), in Svizzera (cantoni Vallese e Ticino), Austria (Länder di Carinzia, Stiria e Austria Inferiore) e in Slovenia. Sugli altri rilievi europei si trova nei: Pirenei, Alpi Dinariche, Monti Balcani e Carpazi.
- Habitat: l'habitat tipico sono le zone a cespuglietti e boschi termofili di roverella; ma anche tagli o schiarite forestali, margini erbacei dei boschi. Il substrato preferito è sia calcareo che calcareo/siliceo con pH basico-neutro, terreno a bassi valori nutrizionali e mediamente secco.
- Distribuzione altitudinale: sui rilievi queste piante si possono trovare fino a 800 m s.l.m.; frequentano quindi i seguenti piani vegetazionali: collinare e montano.

### Fitosociologia
Dal punto di vista fitosociologico la specie di questa voce appartiene alla seguente comunità vegetale:
Formazione: delle comunità delle macro- e megaforbie terrestri
Classe: Trifolio medii-Geranietea sanguinei
Ordine: Antherico-Geranietalia sanguinei
Alleanza: Geranion sanguinei

## Tassonomia
Il genere Clematis comprende oltre 200 specie (otto delle quali sono spontanee dei nostri territori) appartenenti sia dell'emisfero boreale che quello australe. La famiglia delle Ranunculaceae invece comprende oltre 1500 specie distribuite su circa 35 generi. 

All'interno del genere la specie di questa scheda fa parte della sezione Euclematis caratterizzata dal non avere petali, mentre il calice si compone di 4 – 8 sepali banchi o violacei..

Il numero cromosomico di C. recta è: 2n = 16.

### Variabilità
Nell'elenco che segue sono indicate alcune sottospecie non presenti sul territorio italiano (l'elenco può non essere completo e alcuni nominativi sono considerati da altri autori dei sinonimi della specie principale o anche di altre specie):
- subsp. kirilowii (Maxim.) Kuntze (1885)
- subsp. nannophylla (Maxim.) Kuntze (1885)
- subsp. songarica (Bunge) Kuntze	(1885)
- var. canescens (Turcz.) Kuntze (1885)
- var. mandshurica (Rupr.) Maxim. (1876)
- var. uncinata (Champ. ex Benth.) Kuntze (1885)
- subvar. fruticosa (Turcz.) Kuntze (1885)
- fo. lancifolia Nakai (1909)

### Ibridi
Qui di seguito è indicato un ibrido interspecifico:
- Clematis × stricta Wenderoth (1836) - Ibrido con Clematis vitalba

### Sinonimi
Questa entità ha avuto nel tempo diverse nomenclature. L'elenco che segue indica alcuni tra i sinonimi più frequenti:
- Anemone recta (L.) K. Krause
- Clematis chinensis Osbeck (1771)
- Clematis erecta All. (1785)
- Clematis lathyrifolia Besser
- Clematitis recta (L.) Moench (1794)

### Specie simili

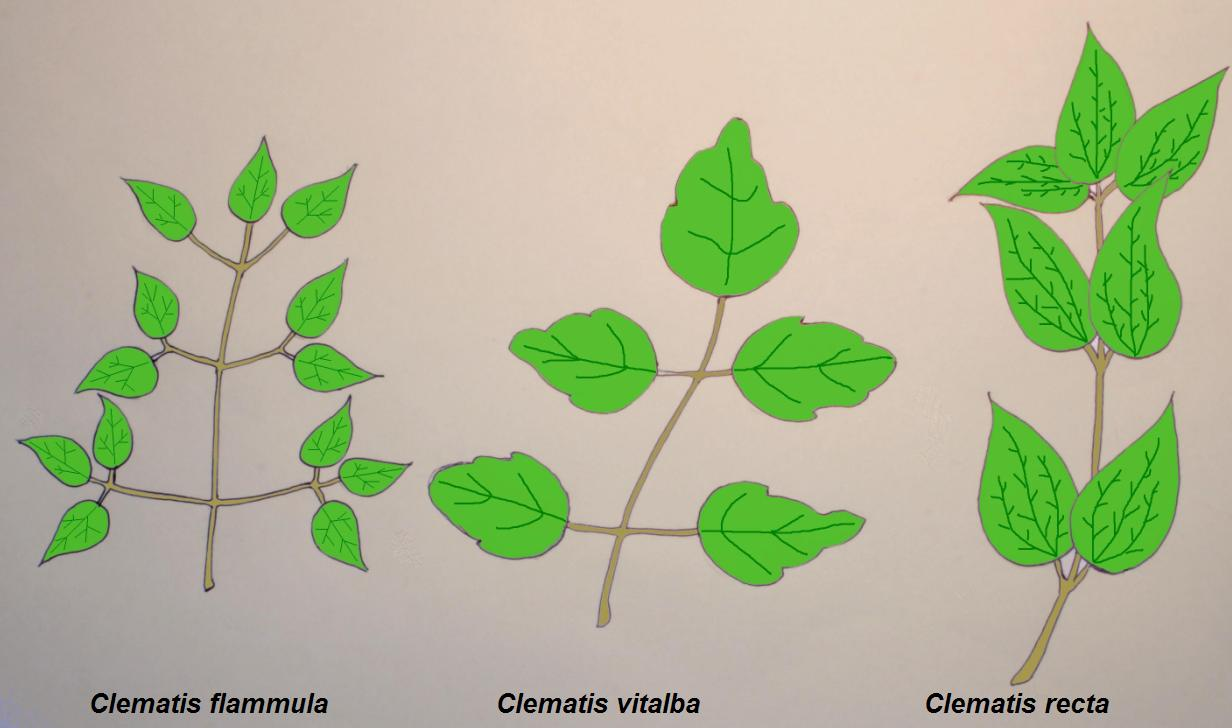
Specie simili

Nell'ambito dello stesso genere, e relativamente alla flora spontanea italiana, la pianta di questa voce può essere confusa con altre due specie:
- Clematis flammula L. - Clematide fiammola
- Clematis vitalba L. - Clematide vitalba

I fiori delle tre specie nell'insieme sono molto simili, mentre negli individui adulti in “fiammola” e “vitalba” il fusto è di tipo legnoso. Ma l'elemento più decisivo per la distinzione delle tre specie è la lamina fogliare: tutte e tre le specie hanno una lamina pennato-partita, ma mentre nella specie fiammola i segmenti sono a loro volta bi-tripartiti, nella specie vitalba sono interi e in numero di 3 - 5 con vistosi peduncoli patenti, in erecta i sono interi ma in numero maggiore (5 – 7) con brevi peduncoli ripiegati verso l'asse centrale della foglia (vedi figura).

## Usi

### Farmacia
È una pianta velenosa (contiene il glicoside ranunculina): irrita gli occhi e al contatto della pelle può produrre irritazione e vesciche. Le foglie e i fiori hanno un sapore acre che brucia, l'asprezza può essere notevolmente ridotta con l'essiccazione della pianta. Secondo la medicina popolare questa pianta ha le seguenti proprietà: diaforetica (agevola la traspirazione cutanea), diuretiche (facilita il rilascio dell'urina), rubefacente (richiama il sangue in superficie, alleggerendo la pressione interna). È usata anche in medicina omeopatica.

### Giardinaggio
L'unico impiego che questa pianta trova normalmente è nel giardinaggio. Va messa in un terreno abbastanza fertile con sabbia e con un buon drenaggio in zone soleggiate. Teme l'inverno lungo e umido.